# 12225 Yanfernández
12225 Yanfernández là một tiểu hành tinh vành đai chính với chu kỳ quỹ đạo là 1202.6828648 ngày (3.29 năm).
Nó được phát hiện ngày 14 tháng 8 năm 1985.